# Airport 5
Airport 5 è stato un progetto di collaborazione musicale tra Robert Pollard e Tobin Sprout, membri fondatori del gruppo Guided By Voices. La collaborazione fra i due avvenne principalmente per posta, con Sprout che spediva a Pollard le registrazioni dei brani che aveva composto, suonando tutti gli strumenti da solo e registrando la musica a Northport; Pollard, dopo aver ricevuto i nastri, ha poi scritto i testi e registrato la voce a Dayton, in Ohio. Sono stati pubblicati due album  e due singoli da 7 pollici tra il 2001 e il 2002: e Tower in the Fountain of Sparks e Life Starts Here.

## Discografia
Album di studio
- 2001 - Tower in the Fountain of Sparks
- 2002 - Life Starts Here

Singoli
- 2001 - Stifled Man Casino (7 "- Fading Captain Series)
- 2001 - Total Exposure (7 "- Fading Captain Series)[6]

Split album
- 2001 - Selective Service (Fading Captain Series - split album con i Guided By Voices )